# Fieseler Fi 167
Физелер Fi 167 (нем. Fieseler Fi 167) — палубный бомбардировщик-торпедоносец, разведывательный самолёт.

## История создания
Очень мало прототипов, в истории авиации, которые отвечая всем требованиям (без доработок) сразу же поступали в производство. Более того Физелер Fi-167 был самолётом, который демонстрировал лучшие летные характеристики, чем было задумано конструкторами. Физелер Fi-167 разрабатывался, как палубный бомбардировщик-торпедоносец и разведывательный самолёт для единственного авианосца нацистской Германии «Граф Цеппелин». Конструктором самолёта был знаменитый немецкий лётчик-ас Первой мировой войны, авиаконструктор и предприниматель Герхард Физелер.
Авианосец «Граф Цеппелин» был спущен на воду в конце 1938 года, этот корабль создавался как оплот ВМС Германии. Соответственно очередной необходимостью нового авианосца являлась создание палубной авиации. Объявленный в 1937 году конкурс на создание многоцелевого самолёта выдвигал следующие требования: двухместная кабина, выполнение функций бомбардировщика-торпедоносца. Компании «Арадо» и «Физелер» взялись за создание прототипов. Созданный «Арадо» самолёт Ar 195 прошёл испытания, но оказался не соответствующим заданной спецификации. Самолёт же созданный компанией «Физелер» в свою очередь превзошёл все ожидания. Прототип Fi-167 показал превосходные летные характеристики, на высокой и низкой скоростях. Компания «Физелер» настолько была довольна результатами, что после созданных прототипов Fi-167V1 и V2 (впоследствии Fi-167А-0 и Fi-167А-1), было решено более не дорабатывать серию.
Из-за начала Второй мировой войны строительство авианосца было приостановлено. В то же время были созданы 12 предсерийных Fi 167А-0, которые эксплуатировались лишь для испытаний в различных условиях. Во время испытаний Fi-167 пробовали использовать как полутораплан, так же пробовали несколько вариантов маскировочной окраски (выбор остановили на серо-голубой). Когда Fi-167 полностью прошёл испытательную программу в Голландии, из имевшихся самолётов была сформирована 167 эскадрилья. В 1942 году продолжилось строительство авианосца «Граф Цеппелин», но было решено, что самолёт Юнкерс Ju 87 более полно отвечает требованиям палубной авиации. 9 машин этой 167-й эскадрильи продали в Румынию, а оставшиеся перебазировались в Германию. Оставшиеся в распоряжении Fi-167 были использованы Люфтваффе для испытания шасси. Один экземпляр самолёта использовался компанией «Даймлер-Бенц» для тестирования двигателей.

## Конструкция
Окончательно испытанные Fi-167 из 167 эскадрильи представляли собой отличные машины. По сравнению с прототипом Fi-167V1 (Fi-167А-0) экземпляры Fi-167V2 (Fi-167А-1) имели модифицированные устройства выхлопных сопел и воздухозаборников (через них воздух шёл в радиатор 12-цилиндрового двигателя «Даймлер-Бенц» DB 601B, мощностью 820 кВт). На высоких стойках шасси были поставлены обтекатели и амортизаторы, а также новые колёса низкого давления (это должно было смягчить толчок при посадке на палубу). Отличные лётные характеристики были достигнуты благодаря использованию элеронов и автоматических предкрылков, которые располагались вдоль всего размаха крыльев. Так же благодаря установленным на нижнем крыле закрылков большой площади и больших посадочных щитков. Крылья самолёта создавались с возможностью их складывания (таким образом машина занимала мало места на палубе авианосца). Позади пилота (в задней части фюзеляжа) устанавливалась подвижная турель с пулемётом MG 15 (калибр 7,92-мм). Так же имелся курсовой пулемёт MG 17 (калибр 7,92-мм). Дополнительной особенностью вооружения Fi-167 была возможность переносить в два раза больше бомбовой нагрузки, чем это требовала спецификация. Самолёты Fi-167 разрабатывались с посадочным крюком, который располагали под хвостом. В целях облегчения производства срединная часть фюзеляжа была покрыта листом лёгкого металла, а хвостовая часть в поперечнике была овальной формы.
| Технические данные Fi-167V2 (Fi-167А-1) |                                  |           |            |                    |                                                 |
| размах крыльев (м)                      | масса (кг)                       | длина (м) | высота (м) | площадь крыла (м²) | силовая установка (двигатель)                   |
| 13,5                                    | 5980 (пустой) — 10795 (взлетная) | 11,4      | 4,8        | 45,5               | 12-цилиндровый V-образный «Даймлер-Бенц» DB601B |

## Эксплуатационные данные
В зависимости от поставленных задач, самолёт Fi-167V2 мог быть двух версий: разведывательной и бомбардировщик-торпедоносец. Соответственно, не имеющий бомбовой нагрузки, разведывательный вариант имел более высокие эксплуатационные данные. В том числе отличную крейсерскую скорость при малом расходе топлива. Также для разведывательного варианта был разработан дополнительный сбрасываемый топливный бак (он мог крепиться вместо бомбы или торпеды).
| Fi-167V2 (Fi-167А-1)        |                             |                         |                              |                                    |                              |                            |
| версия самолёта             | скороподъёмность            | максимальная высота (м) | максимальная скорость (км/ч) | максимальная дальность полета (км) | масса бомбовой нагрузки (кг) | пулемётное вооружение      |
| бомбардировщик-торпедоносец | 4,5 минуты на высоту 1000 м | 7000                    | 270                          | 1300                               | 1000                         | 2 пулемёта калибра 7,92-мм |
| разведывательный            | 2,7 минуты на высоту 1000 м | 8200                    | 325                          | 1500                               | нет                          | 2 пулемёта калибра 7,92-мм |